# Кастањета (Ријети)
Кастањета је насеље у Италији у округу Ријети, региону Лацио.
Према процени из 2011. у насељу је живело 122 становника. Насеље се налази на надморској висини од 734 м.